# چارلی وایمرز
چارلی آندرئاس وایمرز (سوئدی: Charlie Weimers؛ تلفظ سوئدی: شارلی وِیمِش؛ زادهٔ ۱۲ نوامبر ۱۹۸۲) سیاستمدار اهل کشور سوئد و عضو پارلمان اروپا (MEP) به نمایندگی از سوئد از سال ۲۰۱۹ است. او عضو دموکرات‌های سوئد، بخشی از محافظه‌کاران و اصلاح‌طلبان اروپا است.

## مواضع سیاستی و ابتکارات

### مهاجرت
وایمرز یکی از دو رئیس کارگروه مهاجرت محافظه‌کاران و اصلاح‌طلبان اروپا است. او خواستار این شده که اتحادیه اروپا در مرزش با ترکیه دیواری بسازد و سیاستی مهاجرتی مبتنی بر مدل استرالیایی اتخاذ کند. وایمرز خواهان این شده که اتحادیه و کمیسیون اروپا موضع خود را تغییر دهد و از موانع فیزیکی مرزی حمایت مالی کند. در پی عملیات جنگی ترکیبی بلاروس علیه لهستان، لیتوانی و لتونی در سال‌های ۲۰۲۱ و ۲۰۲۲، پیشنهادهای مشابهی مورد حمایت یک دوجین کشور عضو دیگر اتحادیه اروپا قرار گرفت. ارزیابی ای از ۱۰ کشور عضو اتحادیه در اواخر ۲۰۲۱ نشان داد حمایت گسترده عمومی برای تأمین مالی موانع فیزیکی مرزی توسط اتحادیه اروپا وجود دارد.
او از اولین حامیان برنامه دانمارک برای انتقال پردازش پناهجویان از دانمارک به کشورهای غیر اروپایی بود، و آن را یک برنامه برد-برد خواند. وایمرز استدلال کرد که رشد جمعیت در آفریقا یک نظام پناهندگی جدید را به اتحادیه اروپا تحمیل می‌کند و این اتحادیه باید بر اساس اصول برنامه پناهجویی دانمارک آن را بسازد. در اکتبر ۲۰۲۱ وایمرز و سخنگوی مهاجرتی دموکرات‌های سوئد فراخوانی را برای این که سوئد به شیوه دانمارک برای خروج از همکاری امور دادگستری و داخلی اتحادیه اروپا (از جمله مهاجرت) مذاکره کند تا میزان پذیرش پناهجویان را آن طور که دموکرات‌های سوئد می‌خواهند به صفر برسد، ارائه کردند.
در سال ۲۰۲۲, وایمرز پیشنهاد کرد که اتحادیه اروپا فوراً کارزارهای ارتباطی به شیوه استرالیا را برای هدف قرار دادن جوامع مهاجر، کشورهای ترانزیت، و کشورهای مبدأ برای جلوگیری از مهاجرت غیرقانونی و قاچاق انسان آغاز کند.